# FC Zangezour Goris
Football Club Zangezour Goris (arménsky: Ֆուտբոլային Ակումբ „Զանգեզուր“ Գորիս) byl arménský fotbalový klub sídlící ve městě Goris. Klub byl založen v roce 1982, zanikl v roce 1997.

## Umístění v jednotlivých sezonách
Zdroj: 
Legenda: Z - zápasy, V - výhry, R - remízy, P - porážky, VG - vstřelené góly, OG - obdržené góly, +/- - rozdíl skóre, B - body, červené podbarvení - sestup, zelené podbarvení - postup, fialové podbarvení - reorganizace, změna skupiny či soutěže
| Arménie (1993 – 1997) |                       |        |    |    |   |    |    |    |     |    |        |
| Sezóny                | Liga                  | Úroveň | Z  | V  | R | P  | VG | OG | +/- | B  | Pozice |
| 1993                  | Aradżin chumb – sk. A | 2      | 22 | 16 | 2 | 4  | 46 | 19 | +27 | 34 | 1.     |
| 1994                  | Bardsragujn chumb     | 1      | 28 | 9  | 4 | 15 | 25 | 77 | -52 | 22 | 11.    |
| 1995/96               | Bardsragujn chumb     | 1      | 22 | 5  | 2 | 15 | 26 | 60 | -34 | 17 | 10.    |
| 1996/97               | Bardsragujn chumb     | 1      | 22 | 2  | 3 | 17 | 9  | 77 | -68 | 9  | 11.    |